# Список керівників держав 254 року
Список керівників держав 254 року — це перелік правителів країн світу 254 року
Список керівників держав 253 року — 254 рік — Список керівників держав 255 року — Список керівників держав за роками

## Європа
- Боспорська держава — цар Рескупорід V (240-276)
- Ірландія — верховний король Кормак мак Арт (226-266)
- Римська імперія
  - імператор Валер'ян (253-260); Галлієн (253-268)
    - консул Валер'ян (254)
    - консул Галлієн (254)
      - Верхня Британія — Тит Дестіцій Юба (253-258)

## Азія
- Близький Схід
- Диньяваді (династія Сур'я) — раджа Патипат (245-298)
- Іберійське царство — цар Мітрідат II (249-265)
- Індія
  - Царство Вакатаків — імператор Віндх'яшакті (250-270)
  - Імперія Гуптів — магараджа Шрі-Гупта (240-280)
  - Західні Кшатрапи — махакшатрап Дамаядасрі III (251-255)
  - Кушанська імперія — великий імператор Васішка (247-265)
  - Держава Чера — цар Іламчерал Ірумпораі (241-257)
- Китай
  - Династія Вей — імператор Цао Фан (Ци-ван) (239-254); Цао Мао (254-260)
  - Династія У — імператор Сунь Цюань Сунь Лян (252-258)
  - Династія Шу — імператор Лю Шань (223-263)
    - шаньюй південних хунну Лю Бао (215-260)
- Корея
  - Кая (племінний союз) — ван Кодин (199-259)
  - Когурьо — тхеван (король) Чунчхон (248-270)
  - Пекче — король Коі (234-286)
  - Сілла — ісагим (король) Чхомхе (247-261)
- Паган — король Хті Мін Ін (242-299)
- Персія
  - Бактрія і Гандхара — кушаншах Пероз I (250-265)
  - Держава Сасанідів — шахіншах Шапур I (241-272)
- Сипау (Онг Паун) — Сау Со Хом Па (237-257)
- плем'я табгачів — вождь Тоба Лівей (219-277)
- Японія — імператриця Дзінґу (201-269)
- Ліньї — Фам Хунг (220—284)
  - Аравія Петрейська — Марк Елій Аврелій Тео (між 253 й 259)

## Африка
- Царство Куш — цар Текерідеамані II (246-266)
  - Єгипет — Тит Магній Фелікс Кресцентілліан (253-256)